# Ryohei Shirasaki
Ryohei Shirasaki (白崎 凌兵 Shirasaki Ryohei?), född 18 maj 1993 i Tokyo prefektur, är en japansk fotbollsspelare.
Shirasaki började sin karriär 2012 i Shimizu S-Pulse. 2013 blev han utlånad till Kataller Toyama. Han gick tillbaka till Shimizu S-Pulse 2015. 2019 flyttade han till Kashima Antlers.